# درابا سرپنتینا
درابا سرپنتینا (نام علمی: Draba serpentina) نام یک گونه از سرده ازمکی است.